# Wereldbeker biatlon 2017/2018
De IBU wereldbeker biatlon 2017/2018 (officieel: BMW IBU World Cup Biathlon 2017/2018) ging van start op 26 november 2017 in het Zweedse Östersund en eindigde op 25 maart 2018 in het Russische Tjoemen. Het hoogtepunt van het seizoen waren de Olympische Winterspelen in Pyeongchang, Zuid-Korea. Deze wedstrijden telden niet mee voor het wereldbekerklassement, dit in tegenstelling tot de wereldkampioenschappen biatlon.
De biatleet die aan het einde van het seizoen de meeste punten had verzameld was de eindwinnaar van de algemene wereldbeker. Ook per onderdeel werd een apart wereldbekerklassement opgemaakt.

## Mannen

### Kalender
| Datum                                                                                                  | Plaats                    | Onderdeel             | Eerste                                                                                    | Tweede                                                                             | Derde                                                                                     |
| --- | ------------------------- | --------------------- | ----------------------------------------------------------------------------------------- | ---------------------------------------------------------------------------------- | ----------------------------------------------------------------------------------------- |
| 30/11/2017                                                                                             | Östersund                 | 20 km individueel     | Johannes Thingnes Bø                                                                      | Quentin Fillon Maillet                                                             | Martin Fourcade                                                                           |
| 02/12/2017                                                                                             | Östersund                 | 10 km sprint          | Tarjei Bø                                                                                 | Martin Fourcade                                                                    | Erik Lesser                                                                               |
| 03/12/2017                                                                                             | Östersund                 | 12,5 km achtervolging | Martin Fourcade                                                                           | Jakov Fak                                                                          | Quentin Fillon Maillet                                                                    |
| 08/12/2017                                                                                             | Hochfilzen                | 10 km sprint          | Johannes Thingnes Bø                                                                      | Martin Fourcade                                                                    | Jakov Fak                                                                                 |
| 09/12/2017                                                                                             | Hochfilzen                | 12,5 km achtervolging | Johannes Thingnes Bø                                                                      | Jakov Fak                                                                          | Martin Fourcade                                                                           |
| 10/12/2017                                                                                             | Hochfilzen                | 4 x 7,5 km estafette  | Noorwegen Ole Einar Bjørndalen Henrik L'Abée-Lund Erlend Bjøntegaard Lars Helge Birkeland | Duitsland Erik Lesser Benedikt Doll Arnd Peiffer Simon Schempp                     | Frankrijk Jean-Guillaume Béatrix Simon Desthieux Emilien Jacquelin Quentin Fillon Maillet |
| 15/12/2017                                                                                             | Annecy - Le Grand-Bornand | 10 km sprint          | Johannes Thingnes Bø                                                                      | Martin Fourcade                                                                    | Antonin Guigonnat                                                                         |
| 16/12/2017                                                                                             | Annecy - Le Grand-Bornand | 12,5 km achtervolging | Johannes Thingnes Bø                                                                      | Martin Fourcade                                                                    | Anton Sjipoelin                                                                           |
| 17/12/2017                                                                                             | Annecy - Le Grand-Bornand | 15 km massastart      | Martin Fourcade                                                                           | Johannes Thingnes Bø                                                               | Erik Lesser                                                                               |
| 05/01/2018                                                                                             | Oberhof                   | 10 km sprint          | Martin Fourcade                                                                           | Emil Hegle Svendsen                                                                | Johannes Thingnes Bø                                                                      |
| 06/01/2018                                                                                             | Oberhof                   | 12,5 km achtervolging | Martin Fourcade                                                                           | Johannes Thingnes Bø                                                               | Tarjei Bø                                                                                 |
| 07/01/2018                                                                                             | Oberhof                   | 4 x 7,5 km estafette  | Zweden Martin Ponsiluoma Jesper Nelin Sebastian Samuelsson Fredrik Lindström              | Italië Thomas Bormolini Lukas Hofer Dominik Windisch Thierry Chenal                | Noorwegen Vetle Sjåstad Christiansen Henrik L'Abee-Lund Lars Helge Birkeland Tarjei Bø    |
| 10/01/2018                                                                                             | Ruhpolding                | 20 km individueel     | Martin Fourcade                                                                           | Ondřej Moravec                                                                     | Johannes Thingnes Bø                                                                      |
| 12/01/2018                                                                                             | Ruhpolding                | 4 x 7,5 km estafette  | Noorwegen Lars Helge Birkeland Tarjei Bø Emil Hegle Svendsen Johannes Thingnes Bø         | Frankrijk Simon Desthieux Quentin Fillon Maillet Martin Fourcade Antonin Guigonnat | Rusland Aleksej Volkov Maksim Tsvetkov Anton Babikov Anton Sjipoelin                      |
| 14/01/2018                                                                                             | Ruhpolding                | 15 km massastart      | Johannes Thingnes Bø                                                                      | Martin Fourcade                                                                    | Antonin Guigonnat                                                                         |
| 19/01/2018                                                                                             | Antholz                   | 10 km sprint          | Johannes Thingnes Bø                                                                      | Martin Fourcade                                                                    | Arnd Peiffer                                                                              |
| 20/01/2018                                                                                             | Antholz                   | 12,5 km achtervolging | Johannes Thingnes Bø                                                                      | Martin Fourcade                                                                    | Anton Sjipoelin                                                                           |
| 21/01/2018                                                                                             | Antholz                   | 15 km massastart      | Martin Fourcade                                                                           | Tarjei Bø                                                                          | Erlend Bjøntegaard                                                                        |
| 9 tot en met 25 februari: Olympische Winterspelen 2018 in Pyeongchang (telt niet mee voor wereldbeker) |                           |                       |                                                                                           |                                                                                    |                                                                                           |
| 08/03/2018                                                                                             | Kontiolahti               | 10 km sprint          | Anton Sjipoelin                                                                           | Andrejs Rastorgujevs                                                               | Quentin Fillon Maillet                                                                    |
| 11/03/2018                                                                                             | Kontiolahti               | 15 km massastart      | Julian Eberhard                                                                           | Martin Fourcade                                                                    | Anton Sjipoelin                                                                           |
| 15/03/2018                                                                                             | Oslo                      | 10 km sprint          | Henrik L'Abee-Lund                                                                        | Johannes Thingnes Bø                                                               | Martin Fourcade                                                                           |
| 17/03/2018                                                                                             | Oslo                      | 12,5 km achtervolging | Martin Fourcade                                                                           | Lukas Hofer                                                                        | Johannes Thingnes Bø                                                                      |
| 18/03/2018                                                                                             | Oslo                      | 4 x 7,5 km estafette  | Noorwegen Lars Helge Birkeland Henrik L'Abee-Lund Tarjei Bø Johannes Thingnes Bø          | Oostenrijk Dominik Landertinger Felix Leitner Simon Eder Julian Eberhard           | Rusland Maksim Tsvetkov Anton Babikov Dmitri Malysjko Anton Sjipoelin                     |
| 22/03/2018                                                                                             | Tjoemen                   | 10 km sprint          | Martin Fourcade                                                                           | Simon Desthieux                                                                    | Fredrik Lindström                                                                         |
| 24/03/2018                                                                                             | Tjoemen                   | 12,5 km achtervolging | Martin Fourcade                                                                           | Johannes Thingnes Bø                                                               | Lukas Hofer                                                                               |
| 25/03/2018                                                                                             | Tjoemen                   | 15 km massastart      | Maksim Tsvetkov                                                                           | Erlend Bjøntegaard                                                                 | Johannes Thingnes Bø                                                                      |

### Eindstanden
| Algemene wereldbeker |                        |      |        |
| #                    | Naam                   | Land | Punten |
| 1                    | Martin Fourcade        | FRA  | 1116   |
| 2                    | Johannes Thingnes Bø   | NOR  | 1027   |
| 3                    | Anton Sjipoelin        | RUS  | 697    |
| 4                    | Arnd Peiffer           | GER  | 668    |
| 5                    | Lukas Hofer            | ITA  | 637    |
| 6                    | Jakov Fak              | SLO  | 602    |
| 7                    | Tarjei Bø              | NOR  | 591    |
| 8                    | Simon Desthieux        | FRA  | 579    |
| 9                    | Benedikt Doll          | GER  | 532    |
| 10                   | Quentin Fillon Maillet | FRA  | 518    |
| 11                   | Erik Lesser            | GER  | 506    |
| 12                   | Simon Schempp          | GER  | 484    |
| 13                   | Andrejs Rastorgujevs   | LAT  | 481    |
| 14                   | Lars Helge Birkeland   | NOR  | 479    |
| 15                   | Benjamin Weger         | SUI  | 476    |
| 16                   | Julian Eberhard        | AUT  | 468    |
| 17                   | Henrik L'Abee-Lund     | NOR  | 454    |
| 18                   | Simon Eder             | AUT  | 449    |
| 19                   | Fredrik Lindström      | SWE  | 408    |
| 20                   | Antonin Guigonnat      | FRA  | 379    |

| Landenklassement |             |        |
| #                | Land        | Punten |
| 1                | Noorwegen   | 6.458  |
| 2                | Frankrijk   | 6.129  |
| 3                | Duitsland   | 5.910  |
| 4                | Rusland     | 5.623  |
| 5                | Italië      | 5.228  |
| 6                | Oostenrijk  | 5.100  |
| 7                | Zweden      | 4.916  |
| 8                | Slovenië    | 4.327  |
| 9                | Zwitserland | 4.302  |
| 10               | Tsjechië    | 4.073  |

| Estafettes |             |        |
| #          | Land        | Punten |
| 1          | Noorwegen   | 228    |
| 2          | Zweden      | 184    |
| 3          | Frankrijk   | 180    |
| 4          | Duitsland   | 175    |
| 5          | Rusland     | 173    |
| 6          | Italië      | 160    |
| 7          | Oostenrijk  | 148    |
| 8          | Zwitserland | 128    |
| 9          | Oekraïne    | 123    |
| 10         | Slovenië    | 119    |

| Wereldbeker 20 km individueel |                        |      |        |
| #                             | Naam                   | Land | Punten |
| 1                             | Johannes Thingnes Bø   | NOR  | 108    |
| 1                             | Martin Fourcade        | FRA  | 108    |
| 3                             | Quentin Fillon Maillet | FRA  | 75     |
| 4                             | Lukas Hofer            | ITA  | 70     |
| 5                             | Ondřej Moravec         | CZE  | 65     |
| 6                             | Andrejs Rastorgujevs   | LAT  | 60     |
| 7                             | Simon Eder             | AUT  | 58     |
| 8                             | Jakov Fak              | SLO  | 56     |
| 9                             | Simon Schempp          | GER  | 53     |
| 10                            | Simon Desthieux        | FRA  | 50     |

| Wereldbeker 10 km sprint |                      |      |        |
| #                        | Naam                 | Land | Punten |
| 1                        | Martin Fourcade      | FRA  | 384    |
| 2                        | Johannes Thingnes Bø | NOR  | 382    |
| 3                        | Arnd Peiffer         | GER  | 259    |
| 4                        | Anton Sjipoelin      | RUS  | 256    |
| 5                        | Andrejs Rastorgujevs | LAT  | 224    |
| 6                        | Simon Desthieux      | FRA  | 223    |
| 7                        | Simon Schempp        | GER  | 212    |
| 8                        | Jakov Fak            | SLO  | 205    |
| 9                        | Lukas Hofer          | ITA  | 197    |
| 10                       | Tarjei Bø            | NOR  | 194    |

| Wereldbeker 12,5 km achtervolging |                      |      |        |
| #                                 | Naam                 | Land | Punten |
| 1                                 | Martin Fourcade      | FRA  | 396    |
| 2                                 | Johannes Thingnes Bø | NOR  | 364    |
| 3                                 | Anton Sjipoelin      | RUS  | 254    |
| 4                                 | Lukas Hofer          | ITA  | 247    |
| 5                                 | Arnd Peiffer         | GER  | 227    |
| 6                                 | Lars Helge Birkeland | NOR  | 197    |
| 7                                 | Jakov Fak            | SLO  | 195    |
| 8                                 | Tarjei Bø            | NOR  | 193    |
| 9                                 | Simon Eder           | AUT  | 180    |
| 10                                | Simon Desthieux      | FRA  | 177    |

| Wereldbeker 15 km massastart |                        |      |        |
| #                            | Naam                   | Land | Punten |
| 1                            | Martin Fourcade        | FRA  | 250    |
| 2                            | Johannes Thingnes Bø   | NOR  | 222    |
| 3                            | Benedikt Doll          | GER  | 184    |
| 4                            | Tarjei Bø              | NOR  | 183    |
| 5                            | Anton Sjipoelin        | RUS  | 174    |
| 6                            | Erik Lesser            | GER  | 167    |
| 7                            | Arnd Peiffer           | GER  | 165    |
| 8                            | Jakov Fak              | SLO  | 153    |
| 9                            | Erlend Bjøntegaard     | NOR  | 147    |
| 10                           | Quentin Fillon Maillet | FRA  | 139    |

## Vrouwen

### Kalender
| Datum                                                                                                  | Plaats                    | Onderdeel           | Eerste                                                                          | Tweede                                                                        | Derde                                                                     |
| --- | ------------------------- | ------------------- | ------------------------------------------------------------------------------- | ----------------------------------------------------------------------------- | ------------------------------------------------------------------------- |
| 29/11/2017                                                                                             | Östersund                 | 15 km individueel   | Nadezjda Skardino                                                               | Synnøve Solemdal                                                              | Joelia Dzjyma                                                             |
| 01/12/2017                                                                                             | Östersund                 | 7,5 km sprint       | Denise Herrmann                                                                 | Justine Braisaz                                                               | Joelia Dzjyma                                                             |
| 03/12/2017                                                                                             | Östersund                 | 10 km achtervolging | Denise Herrmann                                                                 | Justine Braisaz                                                               | Marte Olsbu                                                               |
| 08/12/2017                                                                                             | Hochfilzen                | 7,5 km sprint       | Darja Domratsjeva                                                               | Anastasiya Kuzmina                                                            | Dorothea Wierer                                                           |
| 09/12/2017                                                                                             | Hochfilzen                | 10 km achtervolging | Anastasiya Kuzmina                                                              | Kaisa Mäkäräinen                                                              | Darja Domratsjeva                                                         |
| 10/12/2017                                                                                             | Hochfilzen                | 4 x 6 km estafette  | Duitsland Vanessa Hinz Franziska Hildebrand Maren Hammerschmidt Laura Dahlmeier | Oekraïne Vita Semerenko Joelia Dzjyma Valj Semerenko Olena Pidhroesjna        | Frankrijk Marie Dorin Habert Célia Aymonier Justine Braisaz Anaïs Bescond |
| 14/12/2017                                                                                             | Annecy - Le Grand-Bornand | 7,5 km sprint       | Anastasiya Kuzmina                                                              | Laura Dahlmeier                                                               | Vita Semerenko                                                            |
| 16/12/2017                                                                                             | Annecy - Le Grand-Bornand | 10 km achtervolging | Laura Dahlmeier                                                                 | Anastasiya Kuzmina                                                            | Lisa Vittozzi                                                             |
| 17/12/2017                                                                                             | Annecy - Le Grand-Bornand | 12,5 km massastart  | Justine Braisaz                                                                 | Irina Krjoeko                                                                 | Laura Dahlmeier                                                           |
| 04/01/2018                                                                                             | Oberhof                   | 7,5 km sprint       | Anastasiya Kuzmina                                                              | Kaisa Mäkäräinen                                                              | Veronika Vítková                                                          |
| 06/01/2018                                                                                             | Oberhof                   | 10 km achtervolging | Anastasiya Kuzmina                                                              | Dorothea Wierer                                                               | Vita Semerenko                                                            |
| 07/01/2018                                                                                             | Oberhof                   | 4 x 6 km estafette  | Frankrijk Anaïs Bescond Anaïs Chevalier Célia Aymonier Justine Braisaz          | Duitsland Vanessa Hinz Denise Herrmann Franziska Preuß Maren Hammerschmidt    | Zweden Linn Persson Anna Magnusson Elisabeth Högberg Mona Brorsson        |
| 11/01/2018                                                                                             | Ruhpolding                | 15 km individueel   | Dorothea Wierer                                                                 | Kaisa Mäkäräinen                                                              | Rosanna Crawford                                                          |
| 13/01/2018                                                                                             | Ruhpolding                | 4 x 6 km estafette  | Duitsland Franziska Preuß Denise Herrmann Franziska Hildebrand Laura Dahlmeier  | Italië Lisa Vittozzi Dorothea Wierer Nicole Gontier Federica Sanfilippo       | Zweden Linn Persson Mona Brorsson Anna Magnusson Hanna Öberg              |
| 14/01/2018                                                                                             | Ruhpolding                | 12,5 km massastart  | Kaisa Mäkäräinen                                                                | Laura Dahlmeier                                                               | Veronika Vítková                                                          |
| 18/01/2018                                                                                             | Antholz                   | 7,5 km sprint       | Tiril Eckhoff                                                                   | Laura Dahlmeier                                                               | Veronika Vítková                                                          |
| 20/01/2018                                                                                             | Antholz                   | 10 km achtervolging | Laura Dahlmeier                                                                 | Dorothea Wierer                                                               | Darja Domratsjeva                                                         |
| 21/01/2018                                                                                             | Antholz                   | 12,5 km massastart  | Darja Domratsjeva                                                               | Anastasiya Kuzmina                                                            | Kaisa Mäkäräinen                                                          |
| 9 tot en met 25 februari: Olympische Winterspelen 2018 in Pyeongchang (telt niet mee voor wereldbeker) |                           |                     |                                                                                 |                                                                               |                                                                           |
| 09/03/2018                                                                                             | Kontiolahti               | 7,5 km sprint       | Darja Domratsjeva                                                               | Franziska Hildebrand                                                          | Lisa Vittozzi                                                             |
| 11/03/2018                                                                                             | Kontiolahti               | 12,5 km massastart  | Vanessa Hinz                                                                    | Lisa Vittozzi                                                                 | Anaïs Chevalier                                                           |
| 15/03/2018                                                                                             | Oslo                      | 7,5 km sprint       | Anastasiya Kuzmina                                                              | Darja Domratsjeva                                                             | Joelia Dzjyma                                                             |
| 17/03/2018                                                                                             | Oslo                      | 4 x 6 km estafette  | Frankrijk Anaïs Chevalier Célia Aymonier Marie Dorin Habert Anaïs Bescond       | Duitsland Maren Hammerschmidt Denise Herrmann Franziska Preuß Laura Dahlmeier | Italië Lisa Vittozzi Dorothea Wierer Nicole Gontier Federica Sanfilippo   |
| 18/03/2018                                                                                             | Oslo                      | 10 km achtervolging | Darja Domratsjeva                                                               | Anastasiya Kuzmina                                                            | Susan Dunklee                                                             |
| 23/03/2018                                                                                             | Tjoemen                   | 7,5 km sprint       | Darja Domratsjeva                                                               | Kaisa Mäkäräinen                                                              | Tiril Eckhoff                                                             |
| 24/03/2018                                                                                             | Tjoemen                   | 10 km achtervolging | Kaisa Mäkäräinen                                                                | Anaïs Bescond                                                                 | Laura Dahlmeier                                                           |
| 25/03/2018                                                                                             | Tjoemen                   | 12,5 km massastart  | Darja Domratsjeva                                                               | Paulína Fialková                                                              | Anaïs Chevalier                                                           |

### Eindstanden
| Algemene wereldbeker |                            |      |        |
| #                    | Naam                       | Land | Punten |
| 1                    | Kaisa Mäkäräinen           | FIN  | 822    |
| 2                    | Anastasiya Kuzmina         | SVK  | 819    |
| 3                    | Darja Domratsjeva          | BLR  | 804    |
| 4                    | Laura Dahlmeier            | GER  | 730    |
| 5                    | Dorothea Wierer            | ITA  | 681    |
| 6                    | Lisa Vittozzi              | ITA  | 588    |
| 7                    | Anaïs Bescond              | FRA  | 582    |
| 8                    | Veronika Vítková           | CZE  | 545    |
| 9                    | Franziska Hildebrand       | GER  | 539    |
| 10                   | Vanessa Hinz               | GER  | 522    |
| 11                   | Joelia Dzjyma              | UKR  | 483    |
| 12                   | Denise Herrmann            | GER  | 477    |
| 13                   | Jekaterina Joerlova-Percht | RUS  | 474    |
| 14                   | Marte Olsbu                | NOR  | 450    |
| 15                   | Vita Semerenko             | UKR  | 437    |
| 16                   | Maren Hammerschmidt        | GER  | 421    |
| 17                   | Justine Braisaz            | FRA  | 419    |
| 18                   | Nadezjda Skardino          | BLR  | 396    |
| 19                   | Anaïs Chevalier            | FRA  | 385    |
| 20                   | Iryna Krjoeko              | BLR  | 383    |

| Landenklassement |             |        |
| #                | Land        | Punten |
| 1                | Duitsland   | 6.179  |
| 2                | Frankrijk   | 5.887  |
| 3                | Italië      | 5.407  |
| 4                | Rusland     | 5.237  |
| 5                | Noorwegen   | 5.232  |
| 6                | Oekraïne    | 5.097  |
| 7                | Zweden      | 5.024  |
| 8                | Wit-Rusland | 4.912  |
| 9                | Zwitserland | 4.532  |
| 10               | Tsjechië    | 4.482  |

| Estafettes |             |        |
| #          | Land        | Punten |
| 1          | Duitsland   | 228    |
| 2          | Frankrijk   | 200    |
| 3          | Italië      | 169    |
| 4          | Zweden      | 168    |
| 5          | Oekraïne    | 158    |
| 6          | Rusland     | 154    |
| 7          | Noorwegen   | 145    |
| 8          | Zwitserland | 142    |
| 9          | Polen       | 137    |
| 10         | Tsjechië    | 136    |

| Wereldbeker 15 km individueel |                      |      |        |
| #                             | Naam                 | Land | Punten |
| 1                             | Nadezjda Skardino    | BLR  | 96     |
| 2                             | Joelia Dzjyma        | UKR  | 91     |
| 3                             | Kaisa Mäkäräinen     | FIN  | 84     |
| 4                             | Valj Semerenko       | UKR  | 83     |
| 5                             | Darja Domratsjeva    | BLR  | 65     |
| 6                             | Dorothea Wierer      | ITA  | 60     |
| 7                             | Veronika Vítková     | CZE  | 58     |
| 8                             | Synnøve Solemdal     | NOR  | 54     |
| 9                             | Eva Puskarčíková     | CZE  | 54     |
| 10                            | Franziska Hildebrand | GER  | 52     |

| Wereldbeker 7,5 km sprint |                      |      |        |
| #                         | Naam                 | Land | Punten |
| 1                         | Anastasiya Kuzmina   | CZE  | 323    |
| 2                         | Darja Domratsjeva    | BLR  | 313    |
| 3                         | Kaisa Mäkäräinen     | FIN  | 258    |
| 4                         | Laura Dahlmeier      | GER  | 252    |
| 5                         | Veronika Vítková     | CZE  | 245    |
| 6                         | Franziska Hildebrand | GER  | 244    |
| 7                         | Lisa Vittozzi        | ITA  | 230    |
| 8                         | Dorothea Wierer      | ITA  | 228    |
| 9                         | Anaïs Bescond        | FRA  | 219    |
| 10                        | Vita Semerenko       | UKR  | 185    |

| Wereldbeker 10 km achtervolging |                            |      |        |
| #                               | Naam                       | Land | Punten |
| 1                               | Anastasiya Kuzmina         | SVK  | 301    |
| 2                               | Kaisa Mäkäräinen           | FIN  | 280    |
| 3                               | Laura Dahlmeier            | GER  | 271    |
| 4                               | Dorothea Wierer            | ITA  | 264    |
| 5                               | Darja Domratsjeva          | BLR  | 237    |
| 6                               | Anaïs Bescond              | FRA  | 216    |
| 7                               | Denise Herrmann            | GER  | 197    |
| 8                               | Lisa Vittozzi              | ITA  | 191    |
| 9                               | Vanessa Hinz               | GER  | 176    |
| 10                              | Jekaterina Joerlova-Percht | RUS  | 158    |

| Wereldbeker 12,5 km massastart |                     |      |        |
| #                              | Naam                | Land | Punten |
| 1                              | Kaisa Mäkäräinen    | FIN  | 216    |
| 2                              | Laura Dahlmeier     | GER  | 207    |
| 3                              | Vanessa Hinz        | GER  | 195    |
| 4                              | Darja Domratsjeva   | BLR  | 189    |
| 5                              | Anaïs Bescond       | FRA  | 181    |
| 6                              | Anastasiya Kuzmina  | SVK  | 170    |
| 7                              | Iryna Krjoeko       | BLR  | 161    |
| 8                              | Marte Olsbu         | NOR  | 158    |
| 9                              | Maren Hammerschmidt | GER  | 142    |
| 10                             | Lisa Vittozzi       | ITA  | 140    |

## Gemengd

### Kalender
| Datum      | Plaats      | Onderdeel                                | Eerste                                                                                      | Tweede                                                                        | Derde                                                                    |
| ---------- | ----------- | ---------------------------------------- | ------------------------------------------------------------------------------------------- | ----------------------------------------------------------------------------- | ------------------------------------------------------------------------ |
| 26/11/2017 | Östersund   | Single-Mixed-Relay                       | Oostenrijk Lisa Theresa Hauser Simon Eder                                                   | Duitsland Vanessa Hinz Erik Lesser                                            | Kazachstan Galina Visjnevsjkaja Maksim Braun                             |
| 26/11/2017 | Östersund   | 2 x 6 km + 2 x 7,5 km gemengde estafette | Noorwegen Ingrid Landmark Tandrevold Tiril Eckhoff Johannes Thingnes Bø Emil Hegle Svendsen | Italië Lisa Vittozzi Dorothea Wierer Dominik Windisch Lukas Hofer             | Duitsland Franziska Preuß Maren Hammerschmidt Benedikt Doll Arnd Peiffer |
| 10/03/2018 | Kontiolahti | Single-Mixed-Relay                       | Frankrijk Anaïs Chevalier Antonin Guigonnat                                                 | Oostenrijk Lisa Theresa Hauser Julian Eberhard                                | Noorwegen Marte Olsbu Johannes Thingnes Bø                               |
| 10/03/2018 | Kontiolahti | 2 x 6 km + 2 x 7,5 km gemengde estafette | Italië Lisa Vittozzi Dorothea Wierer Dominik Windisch Lukas Hofer                           | Oekraïne Anastasia Merkoesjyna Vita Semerenko Artem Pryma Dmytro Pidroetsjnyi | Noorwegen Synnøve Solemdal Tiril Eckhoff Henrik L'Abée-Lund Tarjei Bø    |

### Eindstanden
| Gemengde estafette¹ |             |        |
| #                   | Land        | Punten |
| 1                   | Noorwegen   | 188    |
| 2                   | Italië      | 188    |
| 3                   | Frankrijk   | 179    |
| 4                   | Oostenrijk  | 171    |
| 5                   | Duitsland   | 168    |
| 6                   | Oekraïne    | 166    |
| 7                   | Rusland     | 155    |
| 8                   | Zweden      | 149    |
| 9                   | Slowakije   | 131    |
| 10                  | Wit-Rusland | 111    |

1 In het klassement voor wereldbeker gemengde estafette tellen zowel de gemengde estafette als de single-mixed-relay mee.

## Sponsoren en partners
|                          | Sponsor/partner           |
| ------------------------ | ------------------------- |
| Titelsponsor             | BMW                       |
| Premium sponsoren        | Viessmann                 |
| Premium sponsoren        | Deutsche Kreditbank (DKB) |
| Premium sponsoren        | Hörmann                   |
| Datapartner              | IFS                       |
| Tijdpartner              | Polar Electro             |
| Media & marketingpartner | Infront Sports & Media    |
| Mediapartner             | Eurovision                |